# Ihor Teniuch
Ihor Josypowycz Teniuch (ukr. Ігор Йосипович Тенюх ur. 1958 w Stryju) – ukraiński wojskowy w stopniu admirała, dowódca sił morskich kraju za rządów pomarańczowych, minister obrony Ukrainy w 2014 roku.
Po protestach na Majdanie i ucieczce prezydenta Janukowycza mianowany w rządzie Arsenija Jaceniuka pełniącym obowiązki ministra obrony. Podał się do dymisji 25 marca z powodu zarzutów o brak działań w związku z rosyjską inwazją na Krym.

## Odznaczenia
- Order „Za zasługi” III stopnia (20 sierpnia 2007)[3]
- Medal „Za wojskową służbę Ukrainie” (23 listopada 1998)[4]